# Nebeski mandat
Nebeski mandat (kineski: 天命; pinjin: Tiānmìng; Vejd-Džajls: T'ien-ming, literally "Heaven's will") je kinesko političko i versko učenje koje se koristilo u drevnoj i imperijalnoj Kini da bi se opravdala vladavina kineskog kralja ili cara. Prema ovom verovanju, Nebo (天, Tjen) oličava prirodni poredak i volju pravednog vladara Kine, „nebeskog sina” „Nebeskog carstva”. Ako je vladar zbačen, to se tumačilo kao pokazatelj da je vladar bio nedostojan i da je izgubio mandat. Takođe je bilo uobičajeno verovanje da su prirodne katastrofe poput gladi i poplava bile božanske odmazde koje su imale znakove nebeskog nezadovoljstva vladarem, pa bi često dolazilo do pobuna nakon velikih katastrofa, jer su ljudi te nesreće doživljavali kao znake da je nebeski mandat povučen.

## Istorija

### Period pet dinastija
Tokom perioda pet dinastija i deset kraljevina nije postojala dominantna kineska dinastija koja je vladala čitavom Kinom. Ovo je stvorilo problem dinastiji Song koja je sledila, jer su želeli da legitimišu svoju vladavinu tvrdeći da im je prenesen Nebeski mandat. Zvanični naučnik Sjue Đudženg sastavio je Staru istoriju pet dinastija (五代史) tokom 960-ih i 970-ih, nakon što je dinastija Song oduzela severnu Kinu poslednjoj od pet dinastija, kasnijoj Džou. Glavna svrha bila je uspostavljanje opravdanja za prenos Nebeskog mandata kroz ovih pet dinastija, a time i na dinastiju Song. On je tvrdio da su ove dinastije ispunjavale određene vitalne kriterijume da bi se moglo smatrati da su postigle Nebeski mandat, iako nikada nisu vladale celom Kinom. Jedan je da su sve one vladali tradicionalnom kineskom unutrašnošću. Takođe su držale znatno više teritorije nego bilo koja druga kineska država koja je postojala na jugu. Kada je Nebeski mandat dao Džou vladajuću vlast, oni morali su da osmisle kako da upravljaju.

### Ćing invazija
U prethodnim dinastijama; dinastije Song, Čin i Đin vladale su tokom većeg dela početna tri veka. Tokom tog perioda nebeski mandat je bio ozbiljno doveden u pitanje između dinastičkih veća između svakog cara. Neki carevi nisu bili potpuno sigurni u njihovu validnost kada je reč o polaganju prava na mandat, jer je to bilo dvosmisleno. To je posebno bio slučaj sa Đurčen Đinom, gde veći deo saveta nije bio siguran kako da uoči valjanost svojih vladara. Od cara Gaocunga iz dinastije Tang do cara Kansi, mnogi izabrani carevi su razmišljali u znatnoj meri o ovom pitanju, nakon što bi postali pretendenti na mandat. Razlog za to je bila dvosmislenost mandata i nadasve nezvanične formalnosti prilikom proglašenja nebeskog mandata. S druge strane, Kublaj-kan je bio veoma ravnodušan vladar u tom pogledu, kada je polagao pravo na nebeski mandat nad dinastijom Juan, budući da je imao znatnu vojsku i da je bio pripadnik naroda Kidanskog naroda, kao i mnogi drugi sličnog porekla. Oni nisu imali iste tradicije i kulturu kao njihovi kineski protivnici.

## Pravo na vladavinu i pravo na pobunu
Mencius je izjavio da:
Ljudi su od najveće važnosti; zatim slede oltari bogova zemlje i žita; poslednji dolazi vladar. Zbog toga će onaj ko stekne poverenje multitudinog naroda biti car ... Kada feudalni gospodar ugrozi oltare bogova zemlje i žita, treba ga zameniti. Kada su žrtvene životinje doterane, prinosi su čisti i žrtve se poštuju u određenom vremenu, a ipak dolaze poplave i suše [od strane nebesa], tada oltare treba zameniti.— Mencius
U 20. i 21. veku, konfucijanski elementi studentskih pobuna često su tvrdili da je nebeski mandat izgubljen, kao što je demonstrirano njihovim aktivizmom velikih razmera. Važni primeri uključuju tajvanski studentski pokret Suncokret 2014. godine i hongkonški pokret Kišobran 2019. godine.

## Influence
Zbog uticaja Kine u srednjovekovno doba, koncept nebeskog mandata proširio se i na druge istočnoazijske zemlje kao opravdanje za vladavinu božanskim političkim legitimitetom. U Koreji ga je prvi put usvojila dinastija Čoson i postao trajna državna ideologija.
Ideologija je takođe usvojena u Vijetnamu, na vijetnamskom jeziku poznata kao Thiên mệnh (Ču Han: 天命). Božanski mandat dao je vijetnamskom caru pravo da vlada, ne na osnovu njegove loze već na osnovu njegove sposobnosti da upravlja. Kasnije i centralizovanije vijetnamske dinastije usvojile su konfucijanizam kao državnu ideologiju, što je dovelo do stvaranja vijetnamskog pritočnog sistema u jugoistočnoj Aziji po uzoru na kineski sinocentrični sistem u istočnoj Aziji.

## Literatura
- Mote, F.W. (1999). Imperial China: 900–1800. Cambridge, MA: Harvard University Press. ISBN 0-674-01212-7.
- Davis, Richard L. (2015). From Warhorses to Ploughshares: The Later Tang Reign of Emperor Mingzong. Hong Kong University Press. ISBN 9789888208104.
- Dudbridge, Glen (2013). A Portrait of Five Dynasties China: From the Memoirs of Wang Renyu (880-956). Oxford University Press. ISBN 978-0199670680.
- Hung, Hing Ming (2014). Ten States, Five Dynasties, One Great Emperor: How Emperor Taizu Unified China in the Song Dynasty. Algora Publishing. ISBN 978-1-62894-072-5.
- Kurz, Johannes L. (2011). China's Southern Tang Dynasty (937–976). Routledge. ISBN -9780415454964.
- Lorge, Peter, ур. (2011). Five Dynasties and Ten Kingdoms. The Chinese University Press. ISBN 978-9629964184.
- Ouyang Xiu (2004) [1077]. Historical Records of the Five Dynasties. (transl. Richard L. Davis). New York: Columbia University Press. ISBN 0-231-12826-6.
- Schafer, Edward H. (1954). Empire of Min: A South China Kingdom of the Tenth Century. Tuttle Publishing.
- Wang Gungwu (1963). The Structure of Power in North China During the Five Dynasties. Stanford University Press.
- Wang Hongjie (2011). Power and Politics in Tenth-Century China: The Former Shu Regime. Cambria Press. ISBN 978-1604977646.
- Cassel, Par Kristoffer (2011). Grounds of Judgment: Extraterritoriality and Imperial Power in Nineteenth-Century China and Japan. Oxford University Press. ISBN 978-0199792122.
- Cassel, Par Kristoffer (2012). Grounds of Judgment: Extraterritoriality and Imperial Power in Nineteenth-Century China and Japan. Oxford University Press. ISBN 978-0199792054.
- Chang, Kang-i Sun (2001), "Gender and Canonicity: Ming-Qing Women Poets in the Eyes of the Male Literati", in Hsiang Lectures on Chinese Poetry, Volume 1, Grace S. Fong, ed. (Montreal: Centre for East Asian Research, McGill University).
- Clunas, Craig (2009), Art in China (second изд.), Oxford University Press, ISBN 978-0-19-921734-2
- Crossley, Pamela Kyle (1990). Orphan Warriors: Three Manchu Generations and the End of the Qing World. Princeton University Press. стр. 59. ISBN 978-0-691-00877-6.
- Dai, Yingcong (2009), The Sichuan Frontier and Tibet: Imperial Strategy in the Early Qing, Seattle and London: University of Washington Press, ISBN 978-0-295-98952-5.
- Dawson, Raymond Stanley (1972). Imperial China. Hutchinson.
- Dennerline, Jerry (2002), „The Shun-chih Reign”,  Ур.: Peterson, Willard J., Cambridge History of China, Vol. 9, Part 1: The Ch'ing Dynasty to 1800, Cambridge University Press, стр. 73—119, ISBN 978-0-521-24334-6.
- Dunnell, Ruth W.; Elliott, Mark C.; Foret, Philip; Millward, James A (2004). New Qing Imperial History: The Making of Inner Asian Empire at Qing Chengde pe. Routledge. ISBN 978-1134362226.
- Durrant, Stephen (јесен 1977). „Manchu Translations of Chou Dynasty Texts”. Early China. 3: 52—54. JSTOR 23351361. doi:10.1017/S0362502800006623.
- Durrant, Stephen (1979). „Sino-Manchu translations at the Mukden Court”. Journal of the American Oriental Society. 99 (4): 653—661. JSTOR 601450. doi:10.2307/601450.
- Dvořák, Rudolf (1895). Chinas religionen ... Volume 12; Volume 15 of Darstellungen aus dem Gebiete der nichtchristlichen Religionsgeschichte (illustrated изд.). Aschendorff (Druck und Verlag der Aschendorffschen Buchhandlung). ISBN 978-0199792054.
- Elliott, Mark C. (2001). The Manchu Way: The Eight Banners and Ethnic Identity in Late Imperial China (illustrated, reprint изд.). Stanford University Press. ISBN 978-0804746847.
- Finnane, Antonia (1993), „Yangzhou: A Central Place in the Qing Empire”,  Ур.: Cooke Johnson, Linda, Cities of Jiangnan in Late Imperial China, Albany, NY: SUNY Press, стр. 117—50, ISBN 978-0-7914-1423-1
- Fong, Grace S. [方秀潔] (2001), "Writing from a Side Room of Her Own: The Literary Vocation of Concubines in Ming-Qing China", in Hsiang Lectures on Chinese Poetry, Volume 1, Grace S. Fong, ed. (Montreal: Centre for East Asian Research, McGill University).
- Graff, David Andrew; Higham, Robin, ур. (2012). A Military History of China (revised изд.). University Press of Kentucky. ISBN 978-0-8131-3584-7.
- Gregory, Eugene John (2015). Desertion and the Militarization of Qing Legal Culture (PDF) (PhD). Georgetown University. Архивирано из оригинала (PDF) 04. 06. 2016. г. Приступљено 04. 11. 2020.
- Hauer, Erich (2007).  Corff, Oliver, ур. Handwörterbuch der Mandschusprache. Volume 12; Volume 15 of Darstellungen aus dem Gebiete der nichtchristlichen Religionsgeschichte (illustrated изд.). Otto Harrassowitz Verlag. ISBN 978-3447055284.
- Ho, Dahpon David (2011). Sealords Live in Vain: Fujian and the Making of a Maritime Frontier in Seventeenth-century China (PhD). University of California, San Diego.
- Kuhn, Philip A. (1990), Soulstealers: The Chinese Sorcery Scare of 1768, Cambridge, Mass.: Harvard University Press, ISBN 978-0-674-82152-1.
- Larsen, E. S.; Numata, Tomoo (1943), „Mêng Ch'iao-fang”,  Ур.: Hummel, Arthur W., Eminent Chinese of the Ch'ing Period (1644–1912), Washington: United States Government Printing Office, стр. 572.
- Mair, Victor H. (2008). „Soldierly Methods: Vade Mecum for an Iconoclastic Translation of Sun Zi bingfa” (PDF). Sino-Platonic Papers. 178.
- Von Mollendorff, P.G. (1890), Journal of the North China Branch of the Royal Asiatic Society, Kelly & Walsh
- Mote, Frederick W. (1999), Imperial China, 900–1800, Cambridge, Mass.: Harvard University Press, ISBN 978-0-674-44515-4.
- Perdue, Peter C (2009). China Marches West: The Qing Conquest of Central Eurasia (reprint изд.). Harvard University Press. ISBN 978-0674042025.
- Ring, Trudy; Salkin, Robert M.; La Boda, Sharon, ур. (1996), International Dictionary of Historic Places: Asia and Oceania, Volume 5 (illustrated, annotated изд.), Taylor & Francis, ISBN 978-1-88496-404-6
- Rossabi, Morris (1979), „Muslim and Central Asian Revolts”,  Ур.: Spence, Jonathan D.; Wills, John E. Jr., From Ming to Ch'ing: Conquest, Region, and Continuity in Seventeenth-Century China, New Haven and London: Yale University Press, стр. 167—99, ISBN 978-0-300-02672-6.
- Shou-p'ing, Wu Ko (1855),  Ch'eng, Ming-yüan, ур., Translation of the Ts'ing wan k'e mung, a Chinese grammar of the Manchu Tartar language; with Introductory Notes on Manchu literature, Превод: Wylie, Alexander, Shanghae [sic]: London Mission Press
  - Ko, Shou-p'ing Wu (1855). Translation of the Ts'ing wan k'e mung, a Chinese Grammar of the Manchu Tartar Language; with introductory notes on Manchu literature. стр. xxxvi—xlix.
  - Translation of the Ts'ing Wan K'e Mung, A Chinese Grammer of the Manchu Tartar Language; with Introductory Notes on Manchu Literature (PDF). Архивирано (PDF) из оригинала 3. 9. 2014. г. Приступљено 29. 2. 2016.
- Spence, Jonathan D. (2002), „The K'ang-hsi Reign”,  Ур.: Peterson, Willard J., Cambridge History of China, Vol. 9, Part 1: The Ch'ing Dynasty to 1800, Cambridge: Cambridge University Press, стр. 120—82, ISBN 978-0-521-24334-6.
- Struve, Lynn (1988), „The Southern Ming”,  Ур.: Mote, Frederic W.; Twitchett, Denis; Fairbank, John King, Cambridge History of China, Volume 7, The Ming Dynasty, 1368–1644, Cambridge University Press, стр. 641—725, ISBN 978-0-521-24332-2
- Wakeman, Frederic (1975a), The Fall of Imperial China, New York: Free Press, ISBN 978-0029336908.
- Wakeman, Frederic (1975b), „Localism and Loyalism During the Ch'ing Conquest of Kiangnan: The Tragedy of Chiang-yin”,  Ур.: Frederic Wakeman Jr.; Carolyn Grant, Conflict and Control in Late Imperial China, Berkeley: Center of Chinese Studies, University of California, Berkeley, стр. 43—85, ISBN 978-0520025974.
- Wakeman, Frederic (1985), The Great Enterprise: The Manchu Reconstruction of Imperial Order in Seventeenth-Century China, Berkeley, Los Angeles, and London: University of California Press, ISBN 978-0-520-04804-1. In two volumes.
  - Wakeman, Frederic (1986), Volume 1, ISBN 978-0-520-23518-2
  - Wakeman, Frederic (1986), Volume 2, ISBN 978-0-520-23519-9
- Walthall, Anne, ур. (2008). Servants of the Dynasty: Palace Women in World History. University of California Press. ISBN 978-0-520-25444-2.
- Watson, Rubie Sharon; Ebrey, Patricia Buckley, ур. (1991). Marriage and Inequality in Chinese Society. University of California Press. ISBN 978-0-520-07124-7.
- Wu, Shuhui (1995). Die Eroberung von Qinghai unter Berücksichtigung von Tibet und Khams 1717–1727: anhand der Throneingaben des Grossfeldherrn Nian Gengyao. Volume 2 of Tunguso Sibirica (reprint изд.). Otto Harrassowitz Verlag. ISBN 978-3447037563.
- Yu, Pauline [余寶琳] (2002). "Chinese Poetry and Its Institutions", in Hsiang Lectures on Chinese Poetry, Volume 2, Grace S. Fong, editor. (Montreal: Center for East Asian Research, McGill University).
- Zhang, Hongsheng [張宏生] (2002). "Gong Dingzi and the Courtesan Gu Mei:  Their Romance and the Revival of the Song Lyric in the Ming-Qing Transition", in Hsiang Lectures on Chinese Poetry, Volume 2, Grace S. Fong, editor. (Montreal: Center for East Asian Research, McGill University).
- Zhao, Gang (јануар 2006). „Reinventing China Imperial Qing Ideology and the Rise of Modern Chinese National Identity in the Early Twentieth Century”. Modern China. 32 (1): 3—30. JSTOR 20062627. doi:10.1177/0097700405282349.

## Spoljašnje veze
- Tianming (Chinese philosophy) на веб-сајту Енциклопедија Британика (језик: енглески)